# De iure condendo
De iure condendo, alla lettera  in merito al diritto che dovrebbe essere formulato, è un'espressione latina che viene normalmente utilizzata ogni qual volta si parla di politica legislativa.
In pratica, il latinismo in questione è generalmente utilizzato con riferimento a riflessioni aventi a oggetto prospettive di modifiche legislative e contenute in saggi di dottrina o in tesi di laurea.
Molto utili per la formulazione di riflessioni de iure condendo sono, poi, i documenti che attestano i lavori parlamentari, i quali, per altro, sono messi a disposizione di tutti assieme anche alla scheda di sintesi per l'istruttoria legislativa corredata dalle relazioni e degli elementi per l'istruttoria stessa con i seguenti elementi:
- Necessità dell'intervento con legge
- Rispetto delle competenze legislative costituzionalmente definite
- Rispetto degli altri principi costituzionali
- Incidenza sull'ordinamento giuridico
- Formulazione del testo
- Schede di lettura
  - Testo a fronte
  - Progetto di legge
- Normativa di riferimento
  - costituzione
  - leggi ordinarie
  - decreti ministeriali